# آنتوهاباتو
آنتوهاباتو (به لاتین: Antohabato) یک منطقهٔ مسکونی در ماداگاسکار است که در بخش بتیوکی-آتسیمو واقع شده‌است. آنتوهاباتو ۷٬۰۰۰ نفر جمعیت دارد و ۹۸ متر بالاتر از سطح دریا واقع شده‌است.